# Cartolina natalizia

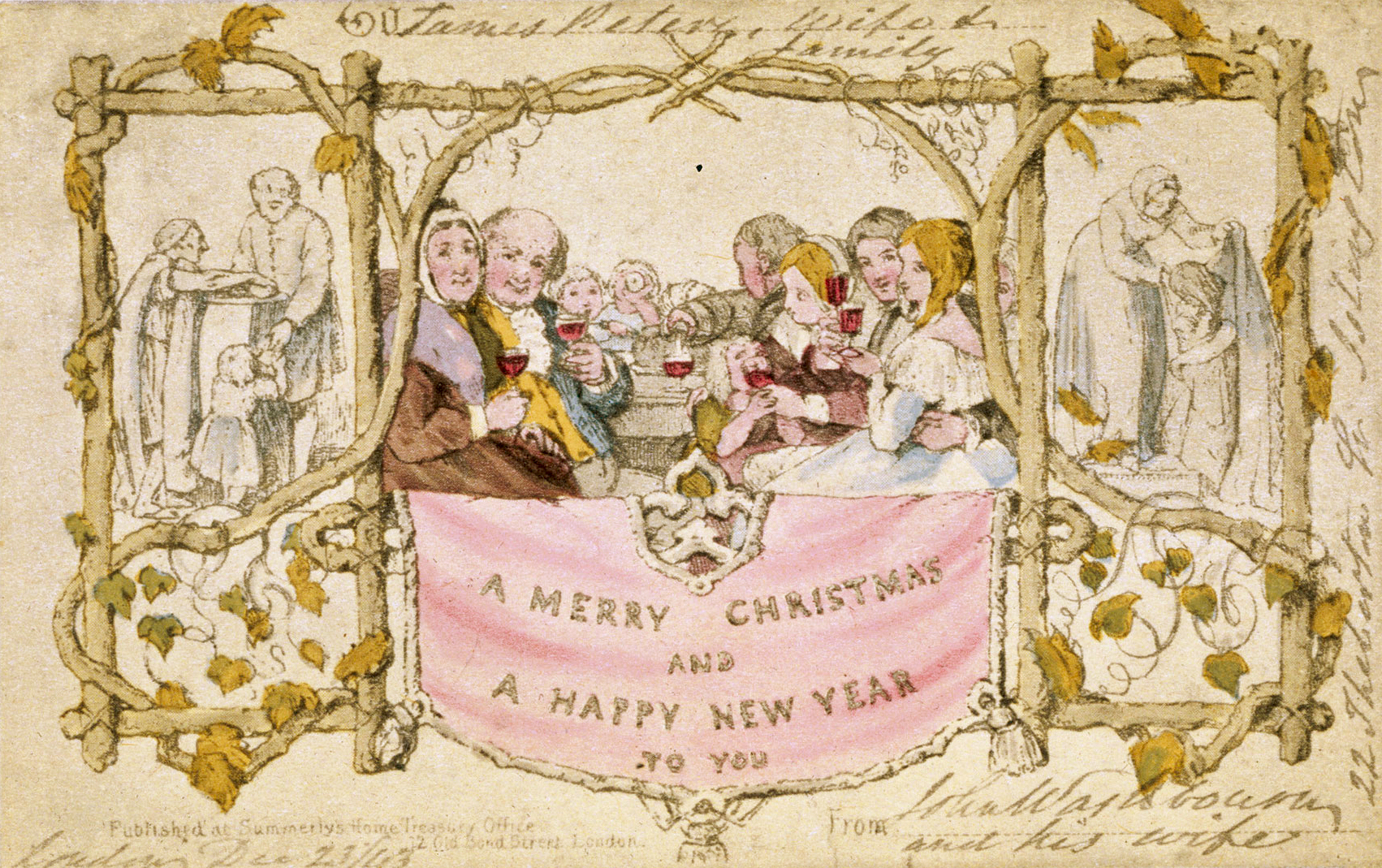
La prima cartolina natalizia "ufficiale" della storia, disegnata nel 1843 da John Callcott Horsley (1817-1903)

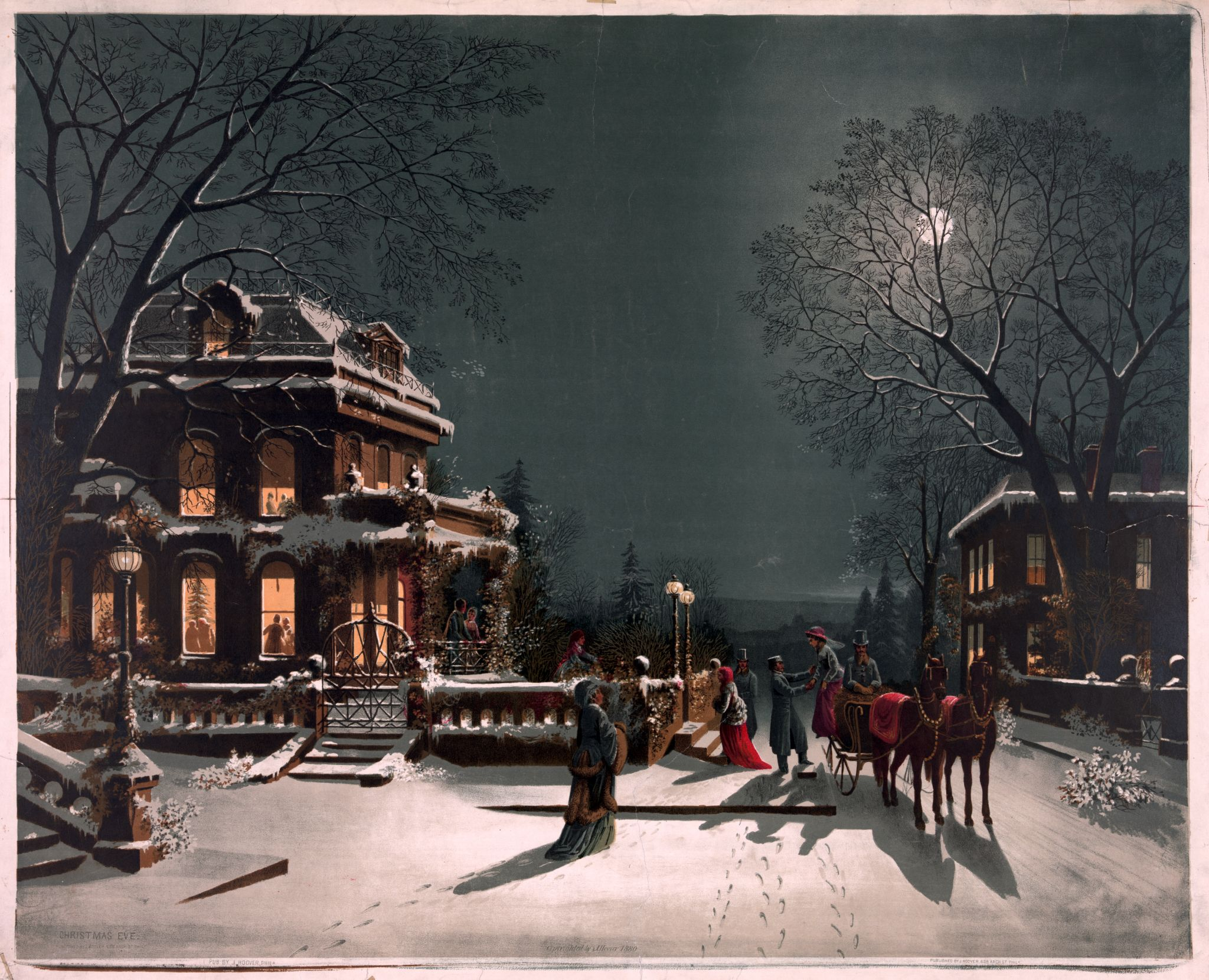
Una cartolina natalizia statunitense disegnata da J. Hoover nel 1880

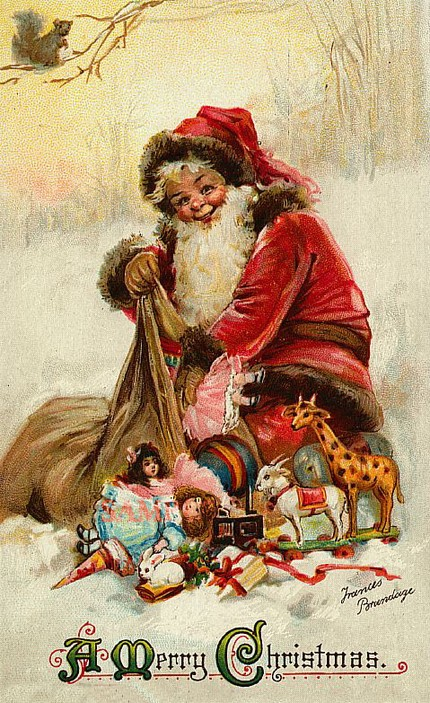
Babbo Natale in una cartolina natalizia disegnata da Frances Brundage

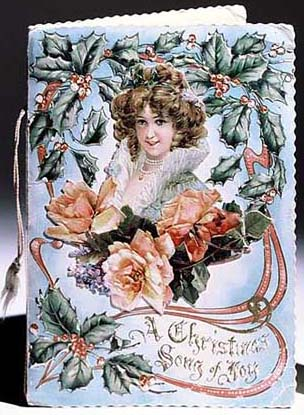
Una cartolina natalizia statunitense del 1880 circa

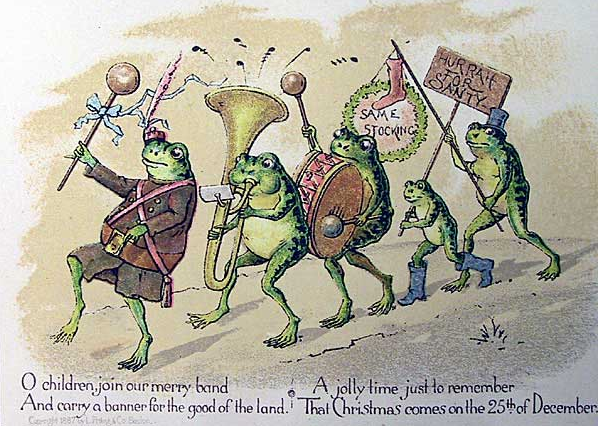
Una curiosa cartolina natalizia uscita dalle industrie di Louis Prang, principale produttore di cartoline natalizie negli Stati Uniti alla fine del XIX secolo

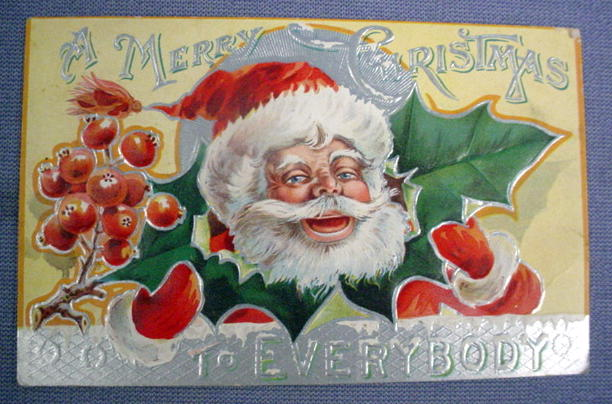
Babbo Natale in una cartolina natalizia statunitense del 1900 circa

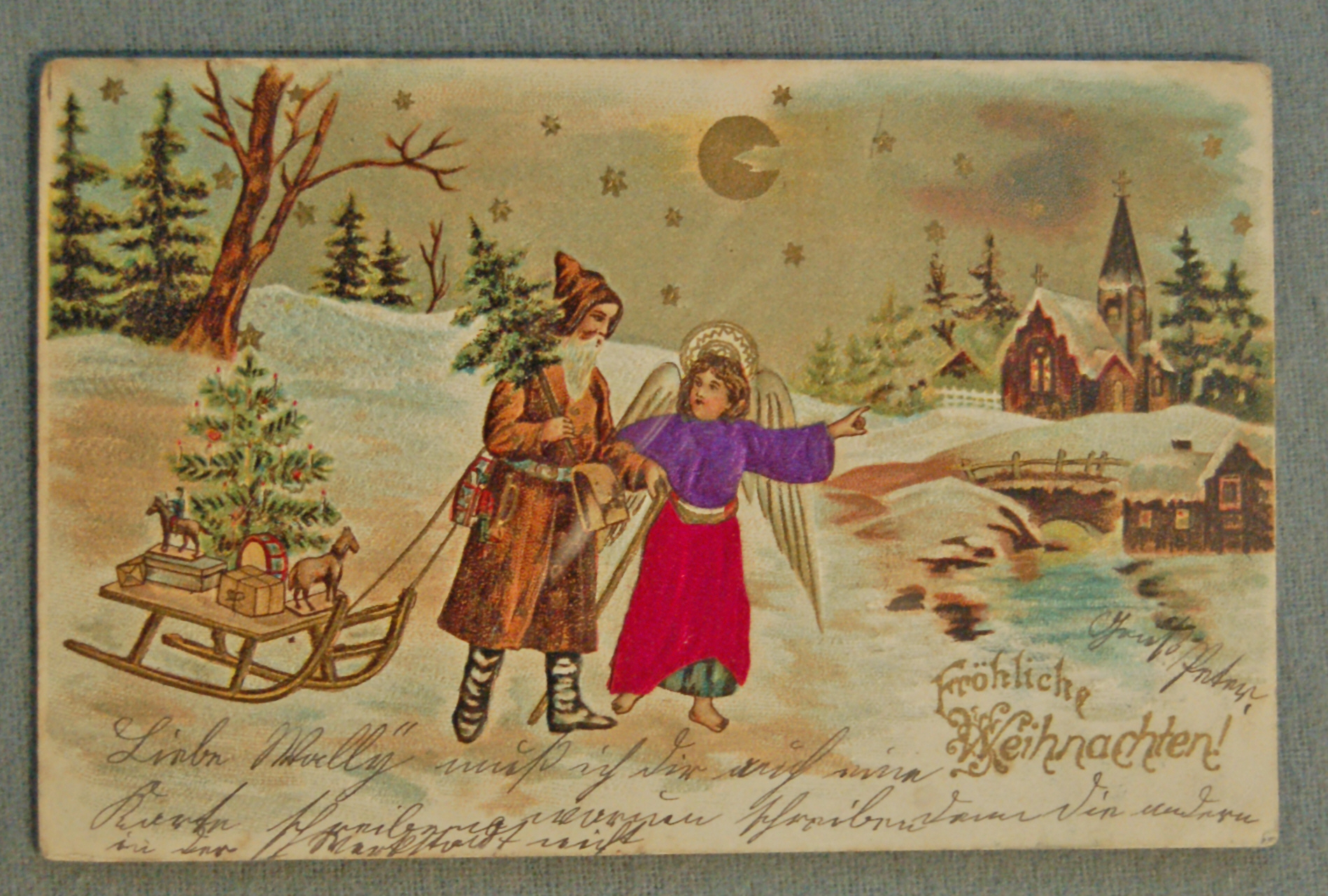
L'albero di Natale in una cartolina natalizia tedesca del 1900

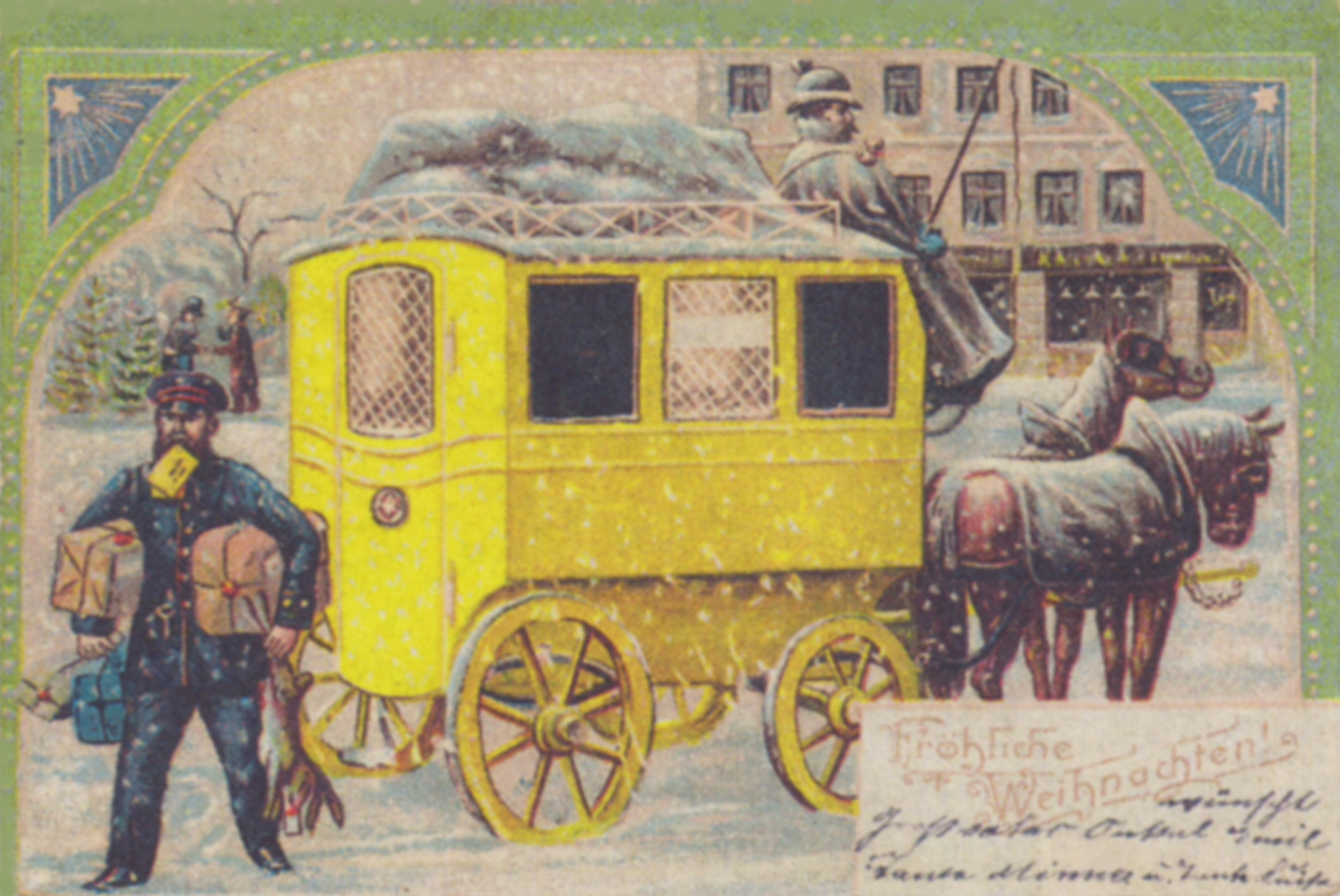
Una cartolina natalizia tedesca del 1904

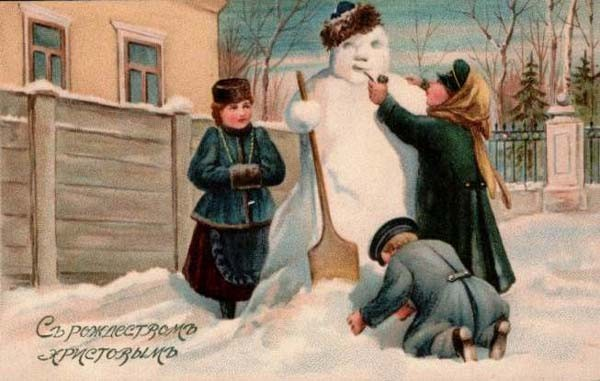
Una cartolina natalizia russa di inizio Novecento

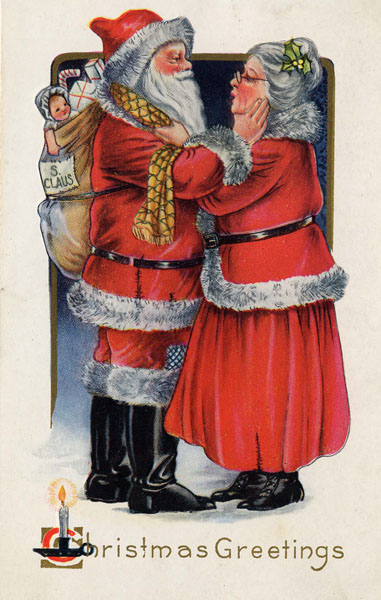
Babbo Natale e Mrs. Claus in una cartolina natalizia statunitense del 1919

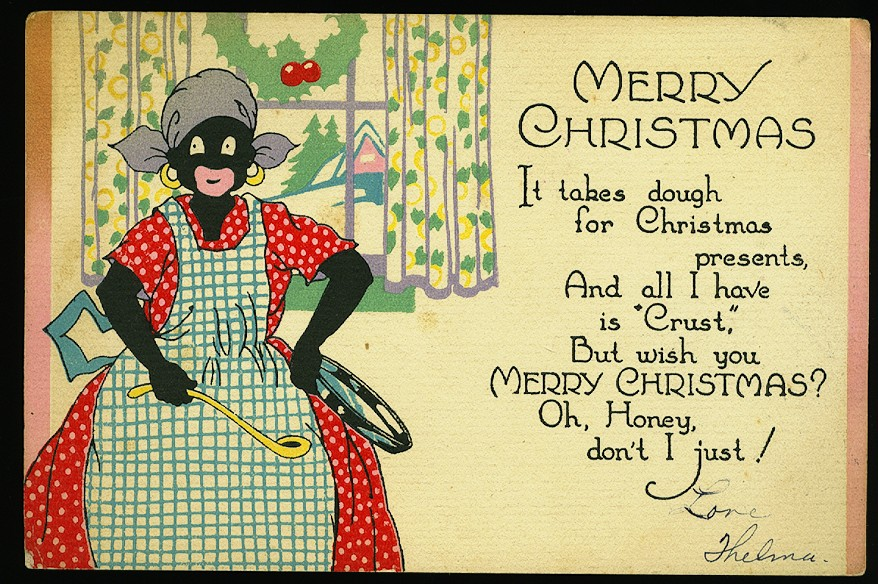
Una cartolina natalizia statunitense del 1920

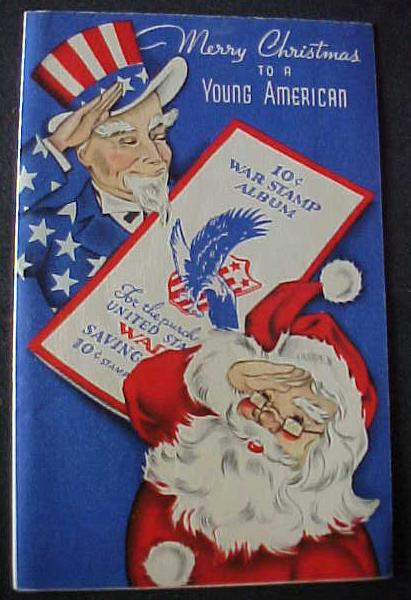
Una cartolina natalizia statunitense prodotta durante la seconda guerra mondiale

Una cartolina d'auguri natalizia o un biglietto d'auguri natalizio sono tra gli elementi tipici del contesto delle festività di fine anno e il mezzo più tradizionale per l'invio di auguri.
I soggetti raffigurati nelle cartoline natalizie possono essere i più svariati: si va dal soggetto religioso (come Gesù bambino e la Sacra Famiglia, la Grotta di Betlemme, la stella di Betlemme, ecc.) a quello "laico" (come l'albero di Natale, Babbo Natale, i regali di Natale, la neve, o altri soggetti inseriti in un contesto natalizio).
La commercializzazione delle cartoline natalizie si diffuse a partire dagli anni sessanta del XIX secolo..

La prima cartolina natalizia "ufficiale" della storia, ovvero la prima a essere stata commercializzata, fu realizzata a Londra nel 1843 da John Callcott Horsley (1817-1903).

## Storia

### Origini
Diverse sono le origini delle cartoline natalizie: vengono fatte risalire ai "pezzi natalizi", con cui nel XIX secolo gli studenti mostravano ai genitori i propri progressi nella scrittura, e alle cartoline inviate in occasione della festa di San Valentino diffusasi in Inghilterra negli anni venti del XIX secolo.
Si hanno notizie dell'usanza di inviare auguri per il nuovo anno sin dai primi anni del XV secolo.

In Germania comparvero le cosiddette Andachtsbilder (letteralmente: "figure votive"), una sorta di cartoline di auguri "votive", dov'era solitamente disegnato Gesù bambino con la croce e che recavano la scritta "Ein gut selig jar", ovvero "Un anno buono e radioso". Nei Paesi Bassi, erano invece diffusi tra il XV secolo e il XVI secolo, i cosiddetti sanctjes (letteralmente: "santini"), una sorta di cartoline raffiguranti San Nicola.
Di vere e proprie cartoline d'auguri natalizie si può parlare però soltanto a partire dall'inizio del XVIII secolo, quando era diffusa l'usanza dei cosiddetti "pezzi natalizi", dei lunghi pezzi di carta dove gli studenti scrivevano messaggi d'auguri natalizi e di fine anno indirizzati ai propri genitori allo scopo di dimostrare loro dei progressi nella calligrafia.

### La prima cartolina natalizia della storia
Quella che è considerata la prima cartolina natalizia "ufficiale" della storia, o - per meglio dire - la prima cartolina natalizia a essere realizzata e stampata per usi commerciali, fece però la sua comparsa solo nel 1843, quando l'uomo d'affari inglese Henry Cole (1802-1882), che lavorava alle poste britanniche, commissionò al disegnatore e amico John Callcott Horsley (conosciuto come "Mr. J.C(lothes) Horsley", per la sua avversità nei confronti del nudo in pittura) la realizzazione di 1.000 cartoline natalizie da inviare ai propri amici.
Horsley disegnò così una famiglia, composta da elementi di varie generazioni e intenta a festeggiare il Natale con un brindisi a base di punch (fatto che non mancò di suscitare polemiche) e che recava la scritta a lettere maiuscole "A Merry Christmas and a Happy New Year to You" (ovvero "Un Buon Natale e un Felice Anno Nuovo a te/voi").
Le cartoline, ognuna delle quali misurava 8,5 x 14,5 cm, furono stampate a litografia presso la Jobbins of Warwick Court di Holborn (Londra) e colorate da un pittore professionista, un certo Mason.
Le mille cartoline furono acquistata da Cole al costo di 1 scellino l'una. Lo stesso Cole le firmò con il proprio "nome di battaglia", ovvero Felix Suddenly.
Secondo alcuni, tuttavia, la prima vera cartolina natalizia della storia potrebbe essere una cartolina conservata nel British Museum, realizzata dal sedicenne William Egley Jr. e databile tra il 1842 e il 1849.

### La diffusione dell'usanza
Nella seconda metà del XIX secolo, con l'avvento dell'industrializzazione, si iniziarono a produrre cartoline natalizie sempre più economiche, fatto che contribuì rapidamente alla diffusione dell'usanza.

Pare, tra l'altro, che l'usanza di spedire cartoline d'auguri a Natale cominciò a diffondersi al punto tale che si registrarono persino delle lamentele riguardo alla consegna delle cartoline.
Da quel periodo, inoltre, le cartoline natalizie cominciarono a essere illustrate con i temi più svariati legati alle Festività: tra i temi preferiti, nelle cartoline inglesi, figuravano il pettirosso e il Christmas pudding.
Risalgono al quel periodo anche le prime cartoline d'auguri pieghevoli. Un tipo particolare di cartolina natalizia, chiamato "hold to light" (letteralmente: "tieni per illuminare") comparve invece nel 1899.
In Inghilterra, i più famosi disegnatori di cartoline natalizie di fine XIX secolo - inizio XX secolo furono Kate Greenaway, Frances Brundage e Ellen H. Clapsaddle.

#### L'introduzione dell'usanza negli Stati Uniti
Intorno al 1850, l'usanza fu introdotta anche negli Stati Uniti, grazie a un tipografo di Albany (New York), R.H. Pease, che realizzò delle cartoline d'auguri in bianco e nero con raffigurati vari soggetti relativi al periodo natalizio (come famiglie circondate da Babbo Natale, ecc.).
Fu però grazie a Louis Prang, un imprenditore di origine tedesca, proprietario della maggior parte delle stamperie del Paese, che la tradizione cominciò, a partire dal 1875, a diffondersi anche oltreoceano: con l'avvento delle cartoline di Prang, definito il "padre delle cartoline natalizie negli Stati Uniti", la domanda cominciò ad ammontare a circa 5.000.000 l'anno.
|  |

### Dalla fine del XIX secolo alla prima guerra mondiale
Tra la fine del XIX secolo e la fine della prima guerra mondiale, il Paese leader nella produzione di cartoline natalizie fu la Germania, che produceva articoli a prezzi vantaggiosi.

Negli Stati Uniti, l'importazione di cartoline dalla Germania mise fine al dominio di Prang.
Negli stessi Stati Uniti, l'usanza delle cartoline natalizie fu, tra il 1880 e il 1910 in forte concorrenza con quella dei ninnoli, regali a basso costo che venivano fatti a parenti e ad amici.

### Le cartoline natalizie tra le due guerre mondiali
Terminato il predominio tedesco, a partire dal 1915 irruppe nel mercato delle cartoline natalizie la Hallmark, la multinazionale, fondata nel 1910 (come Hall Bros.) a Kansas City da Joyce C. Hall, che disegna tuttora ogni anno 14.000 diverse cartoline d'auguri e che ne produce quotidianamente 11 milioni in 20 lingue diverse.
Durante le due guerre mondiali, inoltre, comparirono cartoline natalizie con soggetti bellici e messaggi propagandistici.

### La fine del XX e gli inizi del XXI secolo
I maggiori produttori di cartoline natalizie e di auguri in generale sono attualmente la Hallmark Cards, l'American Greetings e la Gibson.
Si calcola che negli anni novanta, siano state spedite ogni anno nei soli Stati Uniti circa 2,6 miliardi di cartoline natalizie, per una spesa ammontante a circa 571 milioni di dollari.
Il futuro delle cartoline natalizie è tuttavia incerto e messo a repentaglio dall'avvento di internet e - soprattutto - dall'uso diffuso degli sms.

Con l'avvento di internet, hanno inoltre fatto la comparsa le cartoline elettroniche.
L'interesse per le cartoline natalizie - almeno da parte dei collezionisti - non è comunque tramontato: il 24 novembre 2001, infatti, fu venduta all'asta a Devizes, nella contea inglese del Wiltshire, una delle originali cartoline realizzate da John Callcott Horsley nel 1843 per la cifra, "astronomica" per una cartolina, di 12.000 sterline, seconda cifra più alta in assoluto mai pagata all'asta per una cartolina (il record, di poco superiore e pari a 14.000 sterline, spetta a una cartolina raffigurante la nave "Titanic").

## Le formule d'augurio nelle varie lingue
Queste sono le formule d'augurio nelle varie lingue, che si ritrovano solitamente anche nelle cartoline natalizie:
- Afrikaans: Geseënde Kersfees en 'n gelukkige/voorspoedige nuwe jaar
- Albanese: Gëzuar Krishtlindjet dhe Vitin e Ri
- Arabo: اجمل التهاني بمناسبة الميلاد و حلول السنة الجديدة (Ajmel altehani bemonasebt almīlad wa helol alseneh aljedīdah)
- Armeno: (orientale) Շնորհավոր Ամանոր և Սուրբ Ծնունդ / (occidentale) Շնորհաւոր Նոր Տարի եւ Սուրբ Ծնունդ o Բարի կաղանդ և ամանոր
- Basco: Gabon Zoriontsuak eta urte berri on
- Bielorusso: З Новым годам i Калядамi (Z Novim godam i Kaljadami)
- Bretone: Nedeleg laouen ha bloavezh mat
- Bulgaro: Весела Коледа и Честита Нова Година (Vesela Koleda i Čestita Nova Godina)
- Catalano: Bon Nadal i Feliç Any Nou
- Ceco: Veselé vánoce a šťastný nový rok
- Cinese: 聖誕快樂 新年快樂聖誕快樂 新年快樂 (shèngdàn kuàilè xīnnián kuàilè)
- Coreano: 즐거운 성탄절 보내시고 새해 복 많이 받으세요 (jeulgeoun seongtanjeol bonaesigo saehae bok manhi bateusaeyo)
- Croato: Čestit Božić i sretna Nova Godina
- Danese: Glædelig jul og godt nytår!
- Ebraico: חג מולד שמח ושנה טובה (Chag Molad Sameach v'Shanah Tovah)
- Estone: Häid/Rõõmsaid jõule ja head uut aastat
- Filippino: Maligayang Pasko at Manigong Bagong Taon
- Finlandese: Hyvää joulua ja onnellista uutta vuotta
- Francese: Joyeux Noël et Bonne Année
- Galiziano: Bo Nadal e Feliz Aninovo
- Gallese: Nadolig llawen a blwyddyn newydd dda
- Georgiano: გილოცავთ შობა-ახალ წელს
- Giapponese: クリスマスと新年おめでとうございます (Kurisumas to shinnen omedetō gozaimasu)
- Greco: Καλά Χριστούγεννα και ευτυχισμένος ο Καινούριος Χρόνος (Kala Christougenna kai evtychrismenos o Kainourios Chronos)
- Hawaiano: Mele Kalikimaka me ka Hau'oli Makahiki Hou
- Hindi: क्रिसमस और नव वर्ष मंगलमय हो
- Indonesiano: Selamat Hari Natal dan Tahun Baru
- Inglese: Merry Christmas and Happy New Year
- Irlandese (gaelico): Nollaig Shona Duit
- Islandese: Gleðileg jól og farsælt nýtt ár
- Italiano: Buon Natale e Felice Anno Nuovo
- Lettone: Priecīgus Ziemassvētkus un laimīgu Jauno gadu
- Lituano: Linksmų šventų Kalėdų ir laimingų Naujųjų metų
- Macedone: Среќна Нова Година и честит Божиќ
- Malese: Selamat Hari Krismas dan Tahun Baru
- Maltese: Il-Milied Hieni u s-Sena t-Tajba
- Mongolo: Зул сар болон Шинэ жилийн баярын мэнд хүргье
- Norvegese: God jul og godt nyttår
- Olandese: Prettige kerstdagen en een gelukkig nieuwjaar/Zalig kerstfeest en gelukkig nieuwjaar
- Persiano: کریسمس و سال نو مبارک
- Polacco: Wesołych Świąt i Szczęśliwego Nowego Roku
- Portoghese: Feliz Natal e um Feliz Ano Novo
- Rumeno: Crăciun Fericit și La mulți ani
- Russo: С Новым годом и Рождеством (S Novym godom i Roždestvom)
- Serbo: Христос Се Роди и Сређна Нова Година (Hristos Se Rodi i Srećna Nova Godina) oppure Срђан Божиђ и Сређна Нова Година (Srćan Božić i Srećna Nova Godina)
- Slovacco: Veselé Vianoce a Štastný Nový rok
- Spagnolo: Feliz Navidad y próspero Año Nuevo
- Svedese: God Jul och Gott Nytt År
- Swahili: Krismasi Njema / Heri ya krismas
- Tedesco: Fröhliche Weihnachten und ein glückliches/gutes Neues Jahr
- Thai: สุขสันต์วันคริสต์มาส และสวัสดีปีใหม่ (sùk săn wan-krít-mâat láe sà-wàt-dee bpee mài)
- Tibetano: ༄༅།།ལོ་གསར་ལ་བཀྲ་ཤིས་བདེ་ལེགས་ཞུ། Losar La Tashi Delek
- Turco: İyi Noeller ve Mutlu Yıllar
- Ungherese: Kellemes Karácsonyi Ünnepeket/Kellemes Karácsonyt és Boldog Új Évet
- Vietnamita: Chúc mừng Giáng Sinh
- Ucraino: Веселих свят! З Новим роком і Різдвом! (Veselych svjat! Z novym rokom i Rizdvom!)
- Urdu:آپکو بڑا دن اور نیا سال مبارک ہو